# 科尔纳克
科尔纳克（法語：Cornac，法語發音：[kɔʁnak]）是法国洛特省的一个市镇，属于菲雅克区。

## 地理
科尔纳克（44°54'33"N, 1°52'51"E）面积13.76 平方千米，位于法国奧克西塔尼大區洛特省，该省份为法国西南部内陆省份，北起顺时针与科雷兹省、康塔爾省、阿韦龙省、塔恩-加龙省、洛特-加龍省和多尔多涅省接壤。
与科尔纳克接壤的市镇（或旧市镇、城区）包括：贝尔蒙布勒特努、布勒特努、埃斯塔勒、弗赖西涅、塞尔河畔加尼亚克、格拉讷、圣洛朗莱图尔、圣米歇尔卢贝茹、凯尔西地区苏塞拉克、泰雪。

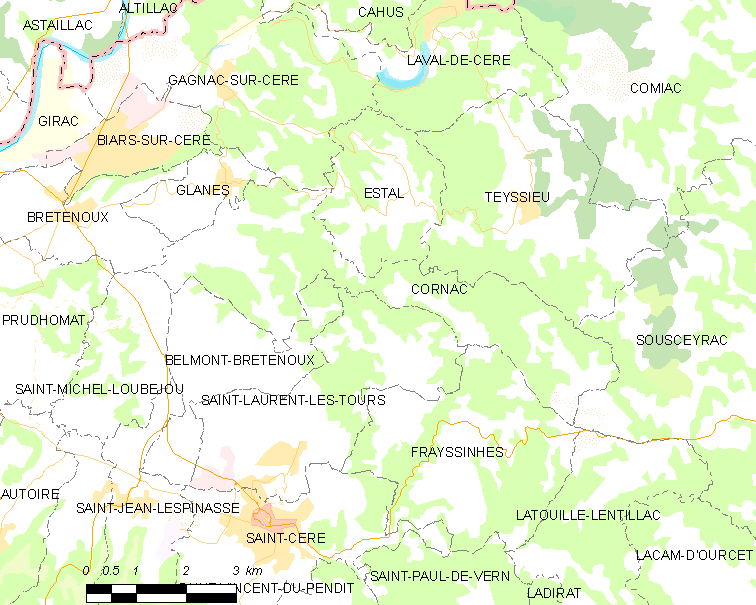
科尔纳克的OSM定位图

科尔纳克的时区为UTC+01:00、UTC+02:00（夏令时）。

## 行政
科尔纳克的邮政编码为46130，INSEE市镇编码为46076。

## 政治
科尔纳克所属的省级选区为塞尔-塞加拉县。

## 人口

1962-2008年间科尔纳克人口变化图示

科尔纳克于2022年1月1日时的人口数量为360人。